# Bethany, Connecticut
Bethany är en kommun (town) i New Haven County i delstaten Connecticut, USA med cirka 5 040 invånare (2000). Den har enligt United States Census Bureau en area på totalt 55,4 km² varav 1 km² är vatten.